# Anna Bedyńska
Anna Bedyńska – polska fotograf-dokumentalista. Laureatka polskich i międzynarodowych konkursów fotografii prasowej, w tym World Press Photo (2013).

## Życiorys
Realizowała projekty społeczne, w tym kampanie społeczne (m.in. Dad in Action, Clothes for Death i Go Home, Kids). Od 2001 zaczęła współpracować jako wolontariuszka z Polską Akcją Humanitarną. Tworzyła fotografie m.in. w Kosowie, Kazachstanie i Polsce (np. akcja Obiad za złotówkę). Pracowała dla Gazety Wyborczej. Była wykładowcą fotografii prasowej na Uniwersytecie Warszawskim. W 2014 przeprowadziła się do Moskwy, gdzie ukończyła Szkołę Filmu Dokumentalnego i Teatru Mariny Razbezkhiny i Michaiła Ugarowa. Jej debiut (In Another World) zdobył nagrodę dla najlepszego studenckiego filmu dokumentalnego Kinoproba w 2017. Jest autorką pierwszej polskiej reporterskiej książki dla dzieci (Jedno oko na Maroko).
Interesują ją w szczególności zmiany społeczne we współczesnym społeczeństwie, rola w nim kobiet, a także tematyka tabu. Jej reportaże mieszczą się w tradycji fotoeseju, która została wypracowana w latach 50. XX wieku przez amerykańskiego fotografa Williama Eugene’a Smitha.
Dwukrotnie uhonorowana została stypendiami Ministerstwa Kultury. Była laureatką World Press Photo.
Mieszka w Tokio.

## Nagrody
Zdobyła następujące nagrody i wyróżnienia:
- 2017: zdjęcie roku – Grand Press Photo,
- 2017: Best Student Documentary – Kinoproba, Rosja,
- 2017: Special Mention in Bosifest Film Festival, Serbia,
- 2017: Grand Press Photo – pierwsza nagroda za portret,
- 2015: Grand Press Photo – pierwsza nagroda w kategorii Ludzie i Kultura,
- 2013: World Press Photo – trzecia nagroda za portret,
- 2013: Honoured with Ministry of Culture prize for an individual artist of a year,
- 2013: Grand Press Photo – trzecia nagroda za portret,
- 2013: BZWBK Press Photo – druga nagroda za portret,
- 2009: Grand Press Photo – druga nagroda za cykl o życiu ludzkim,
- 2009: BZWBK Press Photo – nagroda specjalna, Worth to be together,
- 2008: Grand Press Photo – druga nagroda za cykl o życiu ludzkim,
- 2007: BZWBK Press Photo – trzecia nagroda za cykl o życiu ludzkim,
- 2006: Grand Press Photo – pierwsza nagroda za cykl o życiu ludzkim – Dad in Action,
- 2006: Grand Press Photo – pierwsza nagroda za zdjęcie pojedyncze – Baby in Nature,
- 2005: Grand Press Photo – zdjęcie roku,
- 2005: BZWBK Press Photo – pierwsza nagroda za zdjęcie o życiu ludzkim,
- 2005: National Geographic – Special Prize in Beauty[2].